# Mount Hulshagen
Mount Hulshagen är ett berg i Antarktis. Det ligger i Östantarktis. Norge gör anspråk på området. Toppen på Mount Hulshagen är 2 100 meter över havet.
Terrängen runt Mount Hulshagen är platt norrut, men söderut är den kuperad. Trakten är obefolkad. Det finns inga samhällen i närheten. 